# Nakur
Nakur là một thành phố và là nơi đặt ban đô thị (municipal board) của quận Saharanpur thuộc bang Uttar Pradesh, Ấn Độ.

## Địa lý
Nakur có vị trí 29°55′B 77°18′Đ / 29,92°B 77,3°Đ Nó có độ cao trung bình là 261 mét (856 foot).

## Nhân khẩu
Theo điều tra dân số năm 2001 của Ấn Độ, Nakur có dân số 20.634 người. Phái nam chiếm 52% tổng số dân và phái nữ chiếm 48%. Nakur có tỷ lệ 56% biết đọc biết viết, thấp hơn tỷ lệ trung bình toàn quốc là 59,5%: tỷ lệ cho phái nam là 64%, và tỷ lệ cho phái nữ là 47%. Tại Nakur, 16% dân số nhỏ hơn 6 tuổi.